# Consejo de la República (Rusia)
El Consejo de la República o, más comúnmente, Preparlamento fue una asamblea formada el 3 de octubre de 1917 en la República Rusa tras el golpe de Kornílov para tratar de paliar el retraso de la convocatoria de la Asamblea Constituyente Rusa. Utilizada por conservadores y socialistas moderados para minar el poder de los sóviets (consejos) y respaldar a Aleksandr Kérenski, fue disuelta durante la Revolución de Octubre.
El Preparlamento surgió del deseo de los socialistas moderados, cada vez con menor respaldo entre la población, de contar con unas Cortes provisionales que restasen poder a los sóviets —cada vez más controlados por los socialistas radicales— y sirviesen para supervisar y apoyar al nuevo Gobierno que debía formarse después del fracaso del golpe de Kornílov, durante el que Kérenski había recibido poderes dictatoriales.
La Conferencia Democrática Panrusa, constituida como alternativa a la Conferencia Estatal de Moscú, trató la composición del nuevo Gobierno (principalmente, la conveniencia de mantener la coalición entre socialistas y liberales surgida de la crisis de abril), pero acabó en un fiasco: la mayoría aprobó el mantenimiento de la coalición, pero rechazó que esta incluyese al principal partido conservador, el Partido Democrático Constitucional (KD, kadetes). Ante la parálisis de la conferencia, parte de su presidencia, con el menchevique Irakli Tsereteli y otros partidarios del mantenimiento de la coalición a la cabeza, lograron el respaldo de la mayoría de los delegados para tratar con Kérenski la composición del nuevo Consejo de Ministros. Este acabó por incluir a liberales y kadetes y no quedó sometido al control del nuevo Preparlamento surgido de la conferencia, como se había previsto al principio.
Durante el corto periodo del último gabinete de coalición anterior a la Revolución de Octubre, el Preparlamento se mostró incapaz de ofrecer un respaldo firme al Gobierno provisional o de aprobar medidas para frenar la inminente toma del poder de los bolcheviques, que se habían retirado del organismo tras duros debates internos. Fue finalmente disuelto por soldados y marinos partidarios de los bolcheviques durante la insurrección, después de intentar en vano imponer reformas de urgencia a Kérenski en los primeros momentos de la revolución bolchevique.

## Antecedentes
Durante el golpe de Kornílov, el Gobierno provisional había entregado todo el poder gubernamental al primer ministro Aleksandr Kérenski. Los kadetes, acusados de connivencia con el general, quedaron desacreditados y sus actividades políticas desbaratadas. Las discusiones sobre la forma de gobierno —mantenimiento de la coalición social-burguesa o creación de un nuevo gabinete exclusivamente socialista—, también desorganizaron las filas socialistas.
Algunos socialistas creyeron conveniente la creación de un organismo de control del Gobierno que supervisase su actividad hasta la convocatoria de la Asamblea Constituyente. Dada la gran tensión tras la intentona militar, el nuevo organismo debía evitar también el estallido de una guerra civil. Los moderados incluyeron entre los objetivos de la conferencia la decisión definitiva sobre la forma de Gobierno, bien de coalición, bien únicamente socialista. Los socialrevolucionarios, tanto los partidarios de mantener la coalición con los representantes burgueses como los que habían perdido su confianza en ellos por el golpe de Estado, respaldaron la creación del ente, propuesto oficialmente por el menchevique Fiódor Dan durante el golpe de Estado (27 de agostojul./ 9 de septiembregreg.). A la vez, la propuesta de los bolcheviques y de los mencheviques internacionalistas de acabar con los Gobiernos de coalición con la burguesía y formar uno nuevo completamente socialista fue rechazada en los comités ejecutivos de los consejos, a pesar del creciente desdén de las corrientes principales de socialrevolucionarios y mencheviques por Kérenski y su nuevo directorio.
Los más moderados de entre los socialistas concebían el nuevo organismo no sólo como un centro de control del Gobierno o una manera de calmar a los radicales, sino como un nuevo centro de poder, alternativo a los sóviets (consejos), en los que su influencia iba decayendo frente a los extremistas. El nuevo organismo debía contar con elementos conservadores que sirviesen de contrapeso a los socialistas radicales. Además, debía servir para cohesionar a los elementos burgueses más progresistas, a la izquierda de los kadetes, que carecían de un partido u organización propios que los representase en su conjunto y con el cual pudiese cooperar los socialistas moderados. Los mencheviques, convencidos aún de que la toma del poder por los socialistas o por los consejos —en la práctica probablemente por los bolcheviques, cada vez más fuertes en las grandes ciudades— conduciría a la derrota de la revolución, seguían viendo como única alternativa la coalición con las fuerzas burguesas, si bien discrepaban sobre con cuáles. Sostenían que en el nuevo Gobierno los sóviets tendrían la iniciativa, pero mantendrían la colaboración con las clases intermedias de la sociedad y sus organizaciones, sin las cuales pensaban que el Gobierno soviético había de quedar aislado y sin capacidad administrativa.

## La Conferencia Democrática

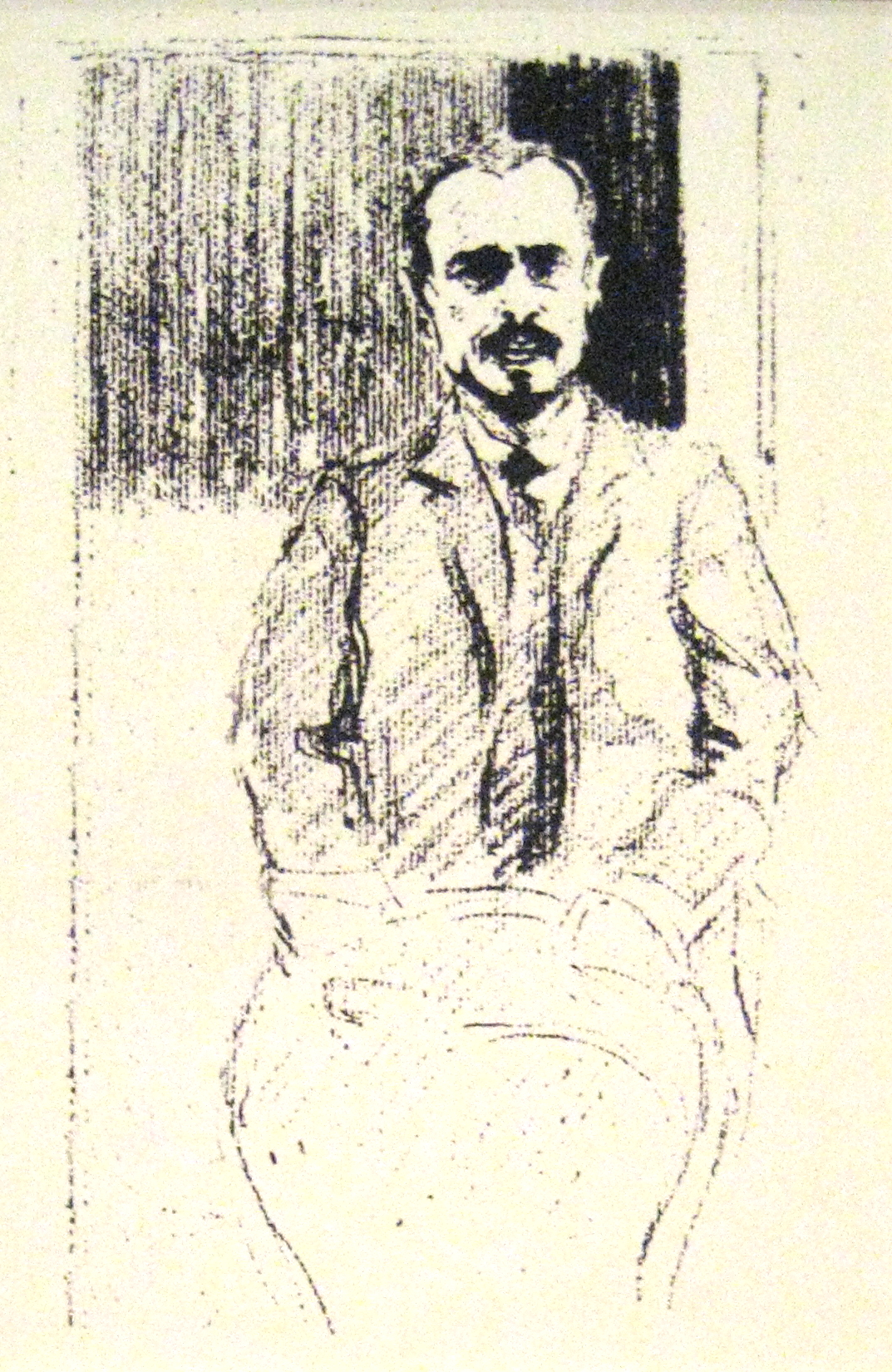
El dirigente menchevique moderado Irakli Tsereteli, partidario de mantener la coalición entre socialistas y burgueses, logró que Kérenski formase un nuevo Gobierno con los kadetes, a pesar de las votaciones de la Conferencia.

El primer intento de crear el nuevo organismo de control fue la convocatoria de la Conferencia Democrática que, según los socialrevolucionarios, se convertiría en un Preparlamento (hasta su relevo por la Asamblea Constituyente) en el que los conservadores estarían en minoría. La convocaron tanto los mencheviques a través del Comité Ejecutivo Central Panruso (VTsIK) como sus aliados socialrevolucionarios a través del Comité Ejecutivo de los Sóviets de Campesinos. Los socialistas moderados trataban así de recuperar la autoridad perdida y resolver mediante la conferencia la crisis política desencadenada por el golpe de Estado. El primer revés de los socialistas moderados se produjo cuando las figuras progresistas que estos pensaban incluir en el nuevo Gobierno se negaron a ingresar en él y a enfrentarse así a los partidos tradicionales de la burguesía. Las únicas opciones viables volvían a ser un Gobierno soviético o la vuelta a la coalición tradicional; la intelectualidad progresista había dejado de apoyar la revolución, radicalizada.
La conferencia, como el resto de asambleas del periodo revolucionario, fue una inmensa reunión de complicada gestión en la que el radicalismo de los sóviets se trató de compensar con delegados de las cooperativas, los municipios, los zemstvos, los consejos rurales y otros órganos controlados principalmente por intelectuales defensistas. Esta composición debía favorecer a los convocantes de la conferencia en opinión de estos. La asamblea contó con 1198 delegados.176 Gran parte de ellos no declararon su filiación política, pero se sabe que había al menos 365 socialrevolucionarios y 340 socialdemócratas (entre mencheviques y 89 bolcheviques), y numerosos cercanos a los kadetes. Los moderados tenían mayoría en la conferencia. Aunque los socialrevolucionarios formaban la mayor delegación, se encontraban extraordinariamente divididos, lo que les impidió controlar las sesiones. Tres posturas aparecieron en el partido —y en la conferencia en general—, que se defendieron por separado en la conferencia: los partidarios de mantener la coalición social-burguesa, sin excluir a los kadetes; los que defendían la coalición pero deseaban excluir a estos últimos, y los opuestos a toda coalición.417 Los bolcheviques, apenas alrededor de un 10 % de los delegados, contaban, empero, con poder aprovechar la vacilación de muchos de los moderados, antiguos partidarios de la política de coalición que habían quedado desengañados por la intentona militar.

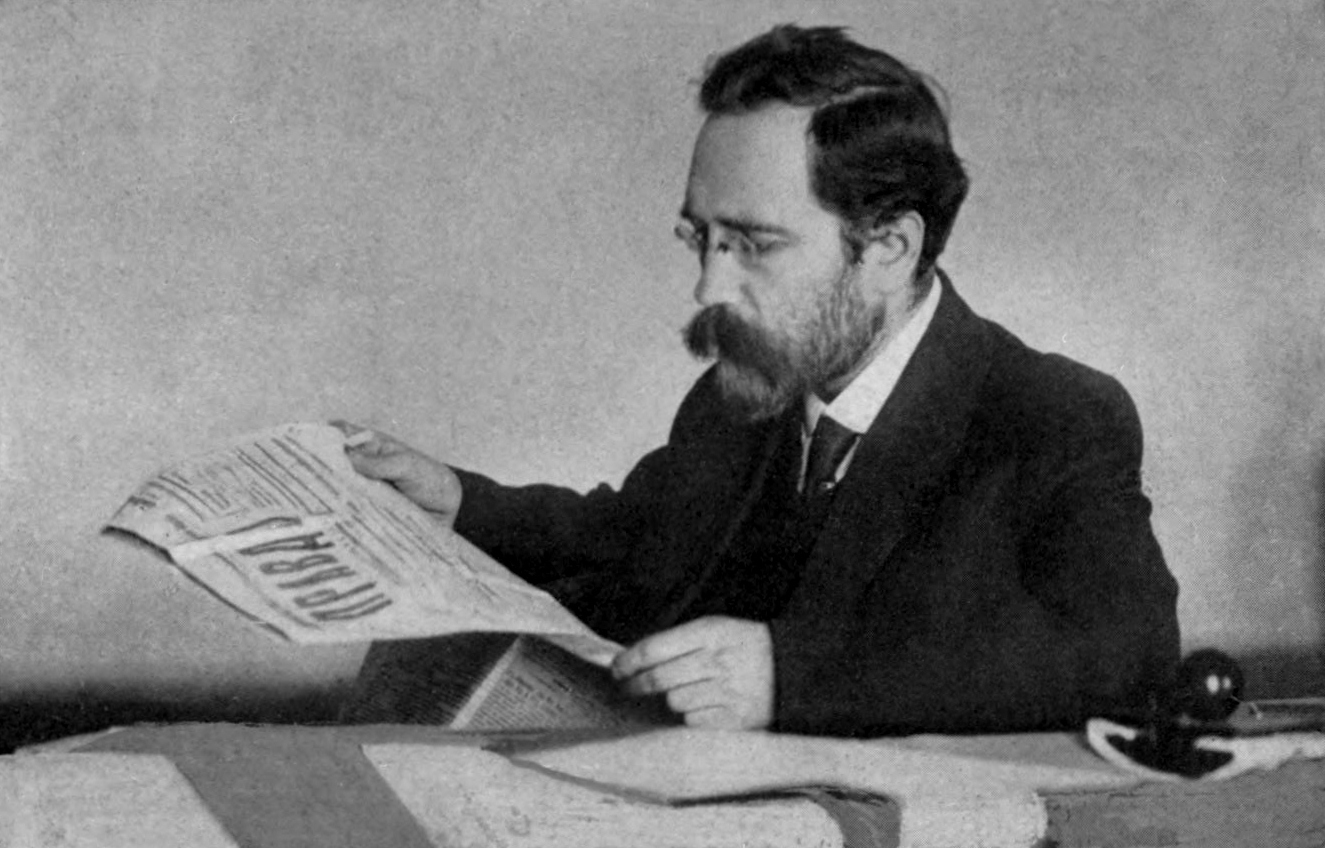
Lev Kámenev, delegado bolchevique a la Conferencia, defendió infructuosamente el fin de las coaliciones social-burguesas y la formación de un nuevo Gobierno exclusivamente socialista.

La conferencia abrió la sesión la noche del 14 de septiembrejul./ 27 de septiembre de 1917greg., en el Teatro Aleksandrinski de Petrogrado. Nikolái Chjeidze y Nikolái Avkséntiev comenzaron por recordar a los delegados la gravedad de la situación del país. Kérenski acudió a la apertura y tuvo que defenderse de la acusación de haber restaurado la pena de muerte, abolida inicialmente tras la Revolución de Febrero, a la vez que advertía a los bolcheviques contra cualquier intento de tomar el poder por la fuerza; a pesar de algún momento de incomodidad y de la continua hostilidad de los delegados bolcheviques, abandonó la sesión entre las ovaciones habituales a sus discursos.
Las primeras intervenciones ya dejaron claras las diferencias entre los participantes y la hostilidad hacia los kadetes. Algunos antiguos partidarios de la coalición intervinieron para defender con vehemencia el fin de esta, otros a favor de la continuación de la coalición, pero no con los kadetes, sino con otros representantes de la burguesía liberal. El socialrevolucionario y antiguo ministro Chernov se opuso a la continuación de la cooperación con los kadetes, pero admitió la posibilidad de mantener en el Gobierno a otros liberales. El menchevique internacionalista Yuli Mártov y los bolcheviques Lev Kámenev, Riazánov o Shliápnikov se opusieron totalmente a la continuación de la alianza con los liberales.

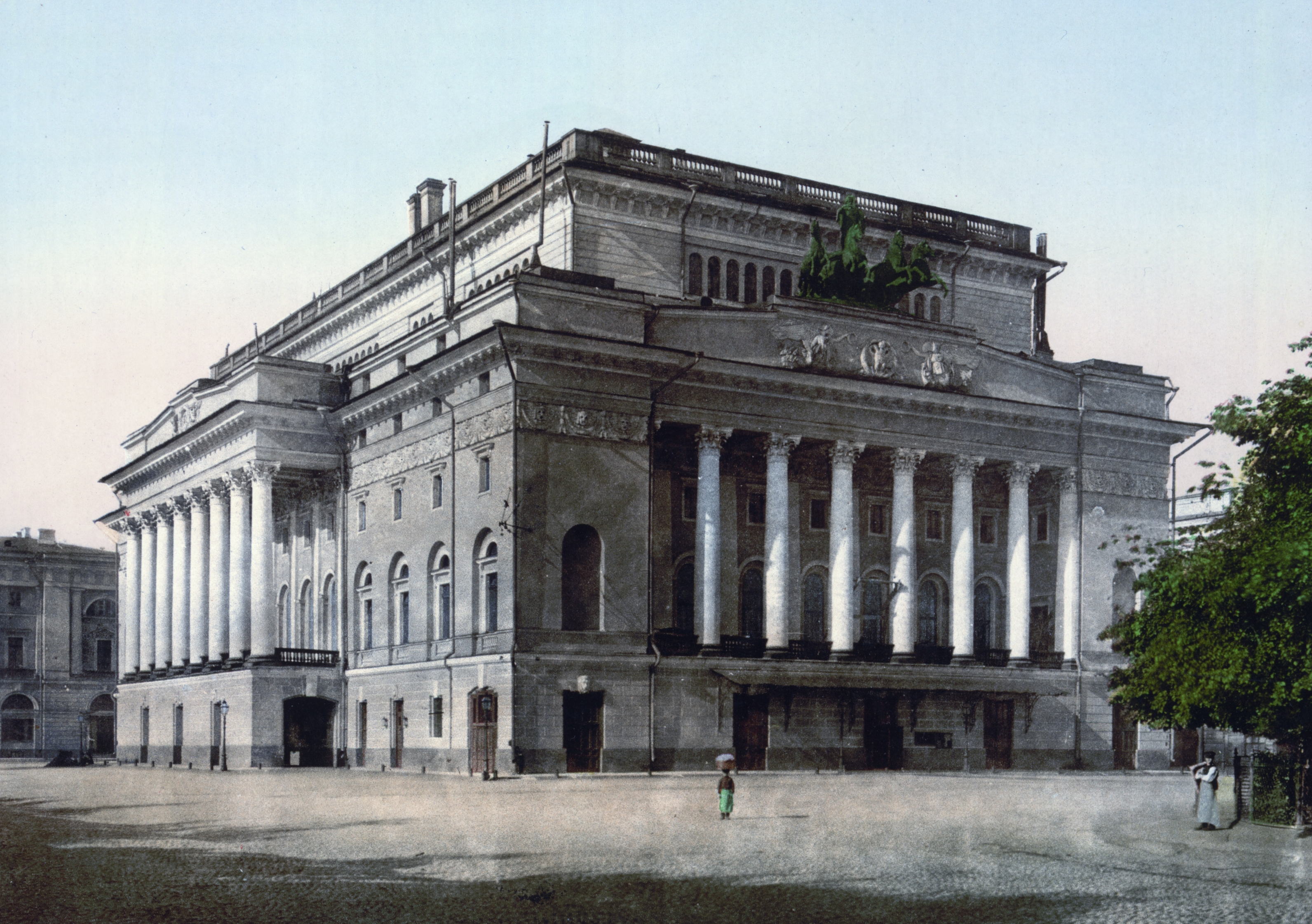
El Teatro Aleksandrinski, en cuya sala forrada de rojo se celebró la conferencia.

Al día siguiente, el comité central bolchevique recibió dos cartas de Lenin, escondido para evitar ser arrestado por la policía, en las que abogaba por una insurrección inmediata. El comité rechazó los argumentos de Lenin, pero radicalizó su postura en la conferencia, exigiendo la inmediata formación de un nuevo gabinete socialista basado en los sóviets. La mayor debilidad de aquellos opuestos a la continuación de los Gobiernos de coalición con los liberales era su incapacidad de acordar una alternativa.
Los partidarios de continuar la cooperación con los kadetes estaban encabezados por Tsereteli y trataron de ganar apoyos prometiendo la exclusión de aquellos kadetes directamente implicados en el golpe de Estado, pero indicando al tiempo que los principales dirigentes de esta formación no lo habían estado. Tsereteli trató de reducir la hostilidad de los delegados hacia los kadetes para intentar mantener la coalición. Lo respaldaron otras destacadas figuras mencheviques, como Nikolái Chjeidze o Fiódor Dan, así como el bundista Mijaíl Líber.
Durante cuatro días, la conferencia discutió ampliamente el asunto de la composición del Gobierno, votándose finalmente el 19 de septiembrejul./ 2 de octubregreg.. Lenin, preocupado porque los moderados de su partido aceptasen un posible Gobierno socialista aprobado en las votaciones, había abandonado Helsinki y se había trasladado a Víborg, más cerca de la capital, dos días antes. Kérenski tampoco deseaba la aprobación de un Gobierno exclusivamente socialista que respondiese ante la conferencia o ante los sóviets. El asunto del mantenimiento de la coalición quedó aprobado por escasa mayoría (766 votos favorables frente a 688 contrarios y 38 abstenciones). Esta moción fue pronto matizada por dos enmiendas que excluían a los involucrados en el golpe de Kornílov (aprobada abrumadoramente por 798 votos a 139 con 196 abstenciones) y a los kadetes del Gobierno (595 votos a 493 con 72 abstenciones). A pesar del denuedo de los centristas para evitar una tercera votación sobre la propuesta de una coalición sin los kadetes, esta se produjo y fue ampliamente derrotada (813 votos en contra frente a 183 a favor y 80 abstenciones); el trabajo de la Conferencia quedó en nada. La fracción derechista, descontenta por la exclusión de los kadetes, se había unido a la izquierda para oponerse a la coalición en esos términos. Los delegados habían rechazado la posibilidad de un Gobierno exclusivamente socialista, como deseaban los partidarios de mantener la coalición, pero habían descartado también el acuerdo con los kadetes, los únicos representantes importantes de los liberales. Tanto Kérenski como Lenin se mostraron, sin embargo, satisfechos por el resultado. Con este confuso desenlace de los debates de la conferencia, los mencheviques perdieron la última oportunidad de evitar la toma del poder por los bolcheviques.
Ante la parálisis de la conferencia, la presidencia de la misma, dominada por los moderados partidarios de la coalición (Tsereteli, Abraham Gotz y Avkséntiev) y de que Kérenski eligiese sin cortapisas a los ministros del nuevo gabinete, dominó la reunión.
La noche del 20 de septiembrejul./ 3 de octubregreg., se aprobó una moción de Tsereteli que traspasó la cuestión de la composición del nuevo gabinete al Preparlamento. En la misma propuesta se indicaba que el nuevo Gobierno debía cumplir ciertos objetivos como comenzar acciones inmediatas para lograr una paz general o ser responsable ante el Preparlamento (que podría contener delegados burgueses pero que debían quedar en minoría). Se debían elegir además cinco delegados (más tarde se llegó a diez), que debían tratar la formación del nuevo gabinete. La conferencia de más de mil delegados, incapaz de solucionar el problema de la composición del Gobierno, evadía la cuestión y la traspasaba a un nuevo organismo. Los asuntos que debía haber zanjado la conferencia quedaron en manos de su presidencia que, al principio, también se opuso a mantener la coalición de gobierno, si bien por escasa mayoría. La mañana siguiente, se envió una delegación notablemente conservadora que incluía a Tsereteli, Chjeidze, Avkséntiev y Gotz a tratar con Kerénski la composición del Gobierno. A pesar de la votación de la conferencia, comenzaron de inmediato las conversaciones con los kadetes, Kérenski y otros ministros. Las duras negociaciones se llevaron a cabo del 22 de septiembrejul./ 5 de octubregreg. al 24 de septiembrejul./ 7 de octubregreg.. Kérenski, con el respaldo de Mijaíl Teréshchenko, que amenazó con dimitir de su cargo de ministro de Exteriores si se aceptaban las condiciones de los delegados de la conferencia, logró que estos cediesen en casi todos los puntos y se formase un gabinete con los candidatos elegidos previamente por el propio Kérenski y que el Consejo de Ministros no respondiese ante el futuro Preparlamento.

## El Consejo Democrático

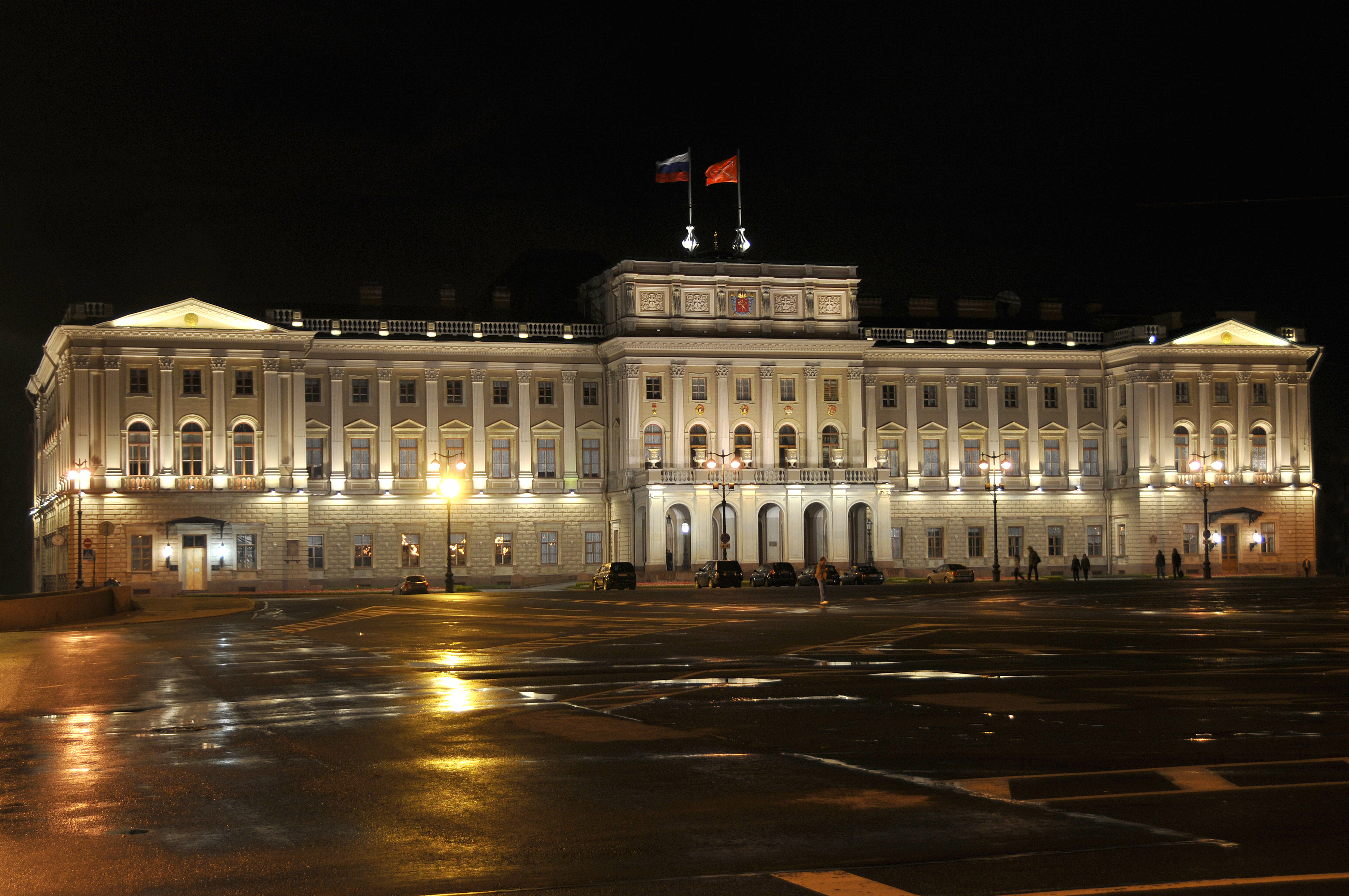
El Palacio Mariinski, sede del Preparlamento. Fue tomado por las fuerzas bolcheviques durante la Revolución de Octubre, que disolvieron la asamblea.

La conferencia quedó reducida en número a un organismo permanente, el Consejo Democrático o Preparlamento, ante el que Tsereteli anunció el acuerdo con el primer ministro sobre la composición del nuevo Gobierno, el tercero de coalición. La propuesta de convertir la conferencia en un organismo reducido y permanente ante el que el nuevo Gobierno sería responsable la había planteado el propio Tsereteli. El Consejo respaldó el acuerdo con Kérenski tras rechazar la condena del mismo planteada por Trotski la noche del 23 de septiembrejul./ 6 de octubregreg. y aprobar por estrecho margen la de Fiódor Dan, que aprobaba las negociaciones de la delegación.
El acuerdo con Kérenski no aportaba nada nuevo: ni suponía el traspaso de la tierra a los comités de la tierra, ni cambiaba la política sobre la guerra, ni establecía la responsabilidad de los ministros hacia el Preparlamento, y tampoco incluía la disolución de la Duma Imperial de Rusia. El Preparlamento ni siquiera logró ser reconocido como portador de la soberanía nacional, que siguió residiendo en el Gobierno por exigencia de los kadetes. Se convirtió meramente en un consejo consultivo: podía realizar consultas al Gobierno, pero no aprobar legislación. El nuevo gabinete, con destacadas figuras del capitalismo ruso en su seno, era el más burgués desde el desaparecido en la crisis de abril.
El pacto ahondó la grave crisis en las filas socialrevolucionarias. Hundió además el respaldo de socialrevolucionarios y mencheviques en los sóviets. A mediados de octubre, los mencheviques prácticamente habían desaparecido de la capital. Por su parte, el partido bolchevique volvió a su plan original de tomar el poder por la fuerza después de que su ala más moderada, representada fundamentalmente por Lev Kámenev, hubiese visto su propuesta de formar un Gobierno exclusivamente socialista derrotada en la conferencia.
El Consejo Democrático, al que Avkséntiev presentó su candidatura para presidente, cambió de nombre a Consejo de la República tras admitir a representantes no socialistas (367 delegados de la Conferencia Democrática y otros 150 añadidos). El Comité Central de los socialrevolucionarios, ya abiertamente en manos de su fracción derechista, respaldó a Avkséntiev, quien no reflejaba el estado de ánimo del país, pero era muy favorable a la postura de Francia.
El 25 de septiembrejul./ 8 de octubregreg., Kérenski formó su último gabinete, que incluyó a cuatro ministros kadetes (Aleksandr Konoválov, Nikolái Kishkin, Serguéi Smirnov y Antón Kartashov)187 y dos socialistas. Débil y con escasos apoyos, no logró reavivar la cooperación entre socialistas y liberales. Incapaz de poner fin al caos creciente que atenazaba el país —huelgas ferroviarias, en las minas del Donbás o en los pozos petrolíferos de Bakú, cierres de fábricas en la capital, motines en la flota, deserciones en el frente y hundimiento del mercado de grano en el campo—, el Gobierno se acercó a la derecha, cada vez más radical, y se alejó del sóviet. Mientras, el Preparlamento se convirtió simplemente en un nuevo foro que dejó patente la hostilidad entre liberales y socialistas, inútil como sostén del Gobierno y muy crítico con él. Miliukov, nuevamente con los kadetes bajo control, impuso el lento procedimiento de debate de la Duma en el Preparlamento y se encargó de que la petición menchevique de medidas contra la anarquía y la contrarrevolución pasase a una comisión para su análisis. La mayoría de los estériles debates se centró en la cuestión de la defensa nacional, pero el organismo no logró aprobar moción alguna dadas las grandes divisiones entre sus miembros. Las sesiones evidenciaron la imposibilidad de acuerdo alguno para satisfacer los objetivos revolucionarios. El 9 de octubrejul./ 22 de octubregreg., la sección obrera del Sóviet de Petrogrado aprobó el boicot del Preparlamento.

## La postura bolchevique y el Congreso de los sóviets

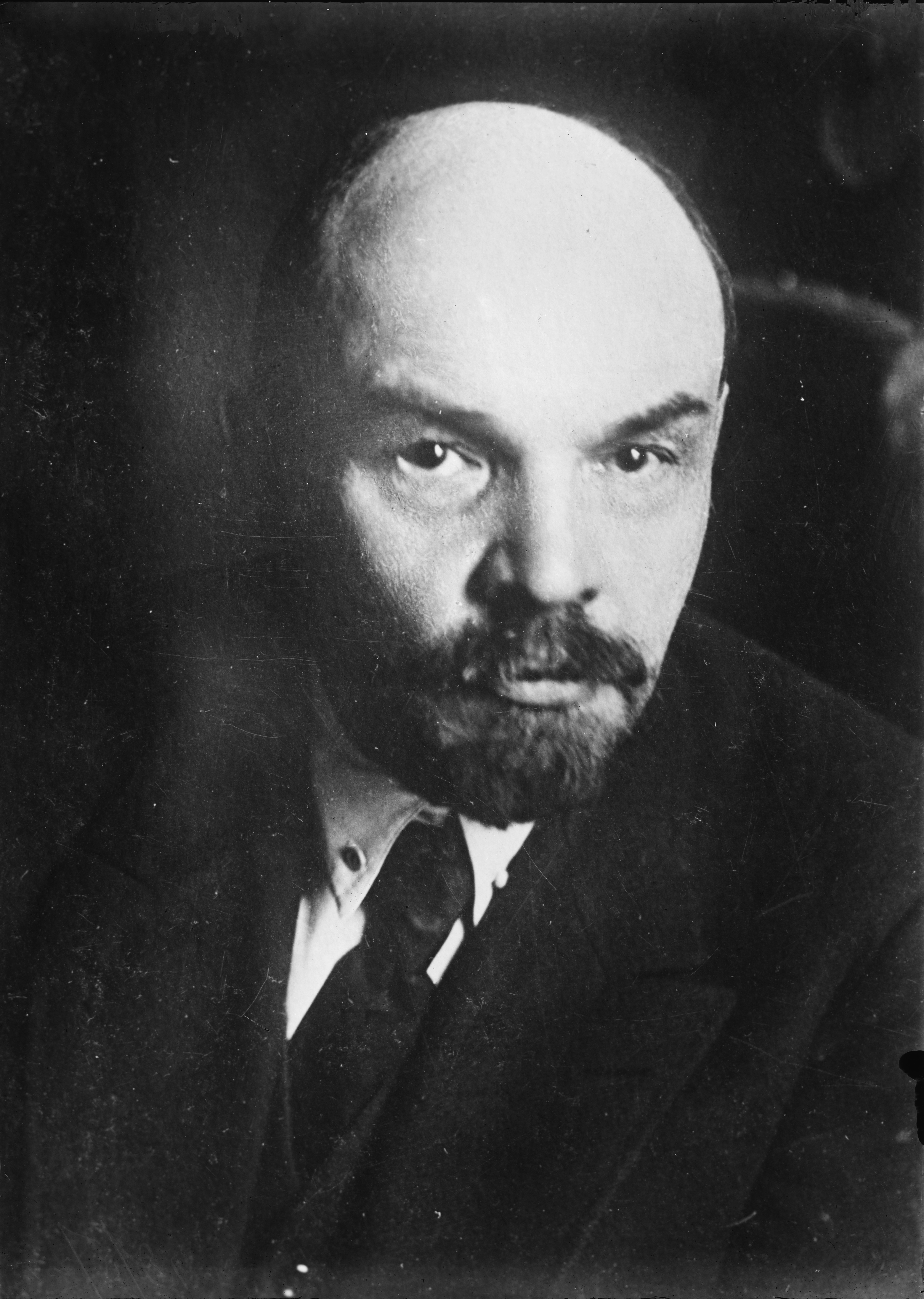
Lenin, principal dirigente bolchevique, en aquellos momentos en la clandestinidad, defendió el fin de la participación de su partido en la Conferencia y el Preparlamento y urgió a sus correligionarios a tomar el poder mediante una inmediata insurrección.

El 21 de septiembrejul./ 4 de octubre de 1917greg., cuando aún la delegación de la Conferencia se hallaba en negociaciones con Kérenski y los kadetes, el comité central bolchevique se reunió para deliberar sobre su reacción al fracaso del intento de acabar con la coalición con los burgueses. Se descartó la propuesta de Lenin de tomar el poder a través de un alzamiento en la capital y se prefirió tomar el Gobierno a través del próximo Congreso de los sóviets, que contaban con gran legitimidad entre la población. El ala extremista, encabezada por Lenin, y la moderada, dirigida por Kámenev, diferían, no obstante, en el objetivo del nuevo Gobierno que debía surgir del Congreso de los sóviets: para Lenin era un Gobierno permanente (el futuro Sovnarkom) que debía aplicar sin tardanza un programa de reformas radicales y búsqueda de la paz; para los moderados, era un Gobierno provisional de coalición entre socialistas que daría paso a la Asamblea Constituyente.
El partido, dividido también entre los defensores de participar en el nuevo Preparlamento y los que deseaban limitarse a hacerlo únicamente en los sóviets, decidió, tras un tenso debate y una votación en sentido contrario del comité central, participar (setenta y siete votos favorables contra cincuenta negativos en la reunión entre el comité central y los delegados de la conferencia democrática).
Dos días más tarde, a instigación de los bolcheviques, el Comité Ejecutivo Central Panruso convocó un nuevo congreso nacional para el 20 de octubrejul./ 2 de noviembregreg.. El partido comenzó a la vez su campaña para traspasar el poder a los sóviets durante el mismo.189 La actividad en el Preparlamento quedaba subordinada a este objetivo.
Tras la decisión de admitir representantes burgueses en el Consejo y su próxima reunión el 7 de octubrejul./ 20 de octubregreg. con la nueva composición, los bolcheviques, nuevamente tras agitadas discusiones, cambiaron de idea y decidieron abandonar el Preparlamento. Poco después Lenin repitió su opinión favorable a tomar el poder por la fuerza, moción que esta vez fue aprobada; comenzaron entonces los preparativos para la insurrección.
La misma tarde que el partido bolchevique había decidido finalmente abandonar su participación en el Preparlamento, este abría la sesión oficialmente con su nueva composición, mezcla de burgueses y socialistas, con cerca de quinientos delegados y la presencia de Kérenski, el cuerpo diplomático y numerosos periodistas en el Palacio Mariinski (7 de octubrejul./ 20 de octubregreg.).302 En la primera sesión, dedicada a discursos patrióticos y a favor de la ley y el orden por parte de Kérenski, Catalina Breshko-Breshkóvskaya y el presidente, Avkséntiev, Trotski anunció la retirada de los cincuenta y tres delegados bolcheviques, que poco después abandonaron el Preparlamento entre abucheos e insultos. Esa misma noche, Lenin regresó a la capital. Los días posteriores los diarios estuvieron llenos de rumores sobre la próxima acción de los bolcheviques.

## La Revolución de Octubre

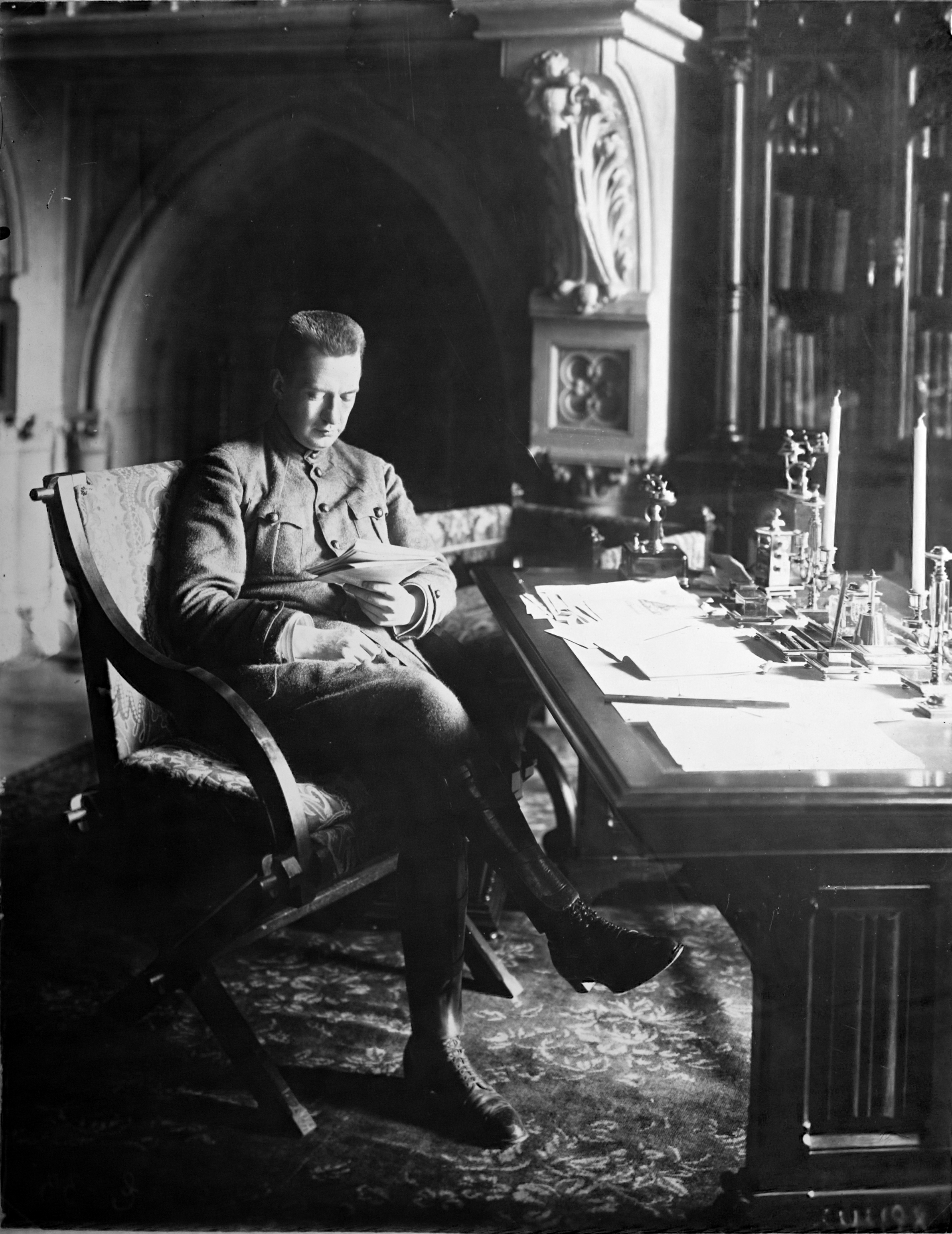
Kérenski, primer ministro, desoyó las peticiones de reforma inmediata del Preparlamento en las primeras horas de la Revolución de Octubre, afirmando erróneamente su capacidad para aplastar la revuelta. Su último Gobierno no estuvo sometido al control del Preparlamento por exigencia de los kadetes.

La tarde del 24 de octubrejul./ 6 de noviembregreg., Kérenski acudió al Preparlamento para solicitar el respaldo incondicional a las medidas ordenadas por el Gobierno para sofocar el alzamiento bolchevique. En su habitual estilo emotivo y gesticulante, el primer ministro se dirigió a la asamblea durante más de una hora y recibió ovaciones de la derecha en diversas ocasiones. Abandonó la sede del Preparlamento alrededor de las 2:30 p. m., convencido de recibir pronto el apoyo incondicional de la asamblea. No sucedió así. Tras largas deliberaciones de las delegaciones, una parte significativa del Preparlamento se negó a sostener incondicionalmente a Kérenski. Además de la esperada oposición de los socialrevolucionarios de izquierda y de los mencheviques internacionalistas, los moderados de entre los socialrevolucionarios y los mencheviques mostraron también su rechazo a un respaldo total sin condiciones.
En el último momento, cuando ya la insurrección bolchevique contra el Gobierno estaba en marcha, los dirigentes socialrevolucionarios y mencheviques decidieron tratar de detenerla mediante la inmediata aprobación de medidas que habían sido postergadas desde la Revolución de Febrero: la propuesta a los Aliados de un armisticio general inmediato, el traspaso de la tierra a los comités o el adelantamiento de la convocatoria de la Asamblea Constituyente. Aprobada esta moción de Dan por el Preparlamento (123 votos a favor, 102 en contra y 26 abstenciones), una delegación formada por Gotz, el propio Dan y, con gran reticencia, Avkséntiev, acudió la noche del 24 de octubrejul./ 6 de noviembregreg. a solicitar su promulgación por Kérenski al día siguiente. Kérenski rechazó casi inmediatamente la propuesta, afirmó su intención de aplastar por sí mismo la inminente rebelión y solicitó, en vano, un respaldo incondicional de los delegados.
A mediodía del 25 de octubrejul./ 7 de noviembregreg., en plena insurrección, soldados y marineros partidarios del alzamiento tomaron el Palacio Mariinski y disolvieron el Preparlamento como parte de las acciones planeadas para tomar el poder. Un comisario del Comité Militar Revolucionario comunicó a Avkséntiev la orden de desalojar prontamente el edificio; tras protestar formalmente, este lo hizo, después de acordar con la presidencia del Preparlamento reunirse de nuevo en cuanto fuese posible. Los diputados pudieron abandonar el edificio sin ser arrestados.